# Carolina Cavalli
Carolina Cavalli (...) è una regista, sceneggiatrice e scrittrice italiana.
È meglio conosciuta come regista e sceneggiatrice di Amanda (2022) e come co-sceneggiatrice di Fremont (2023).

## Biografia
Carolina Cavalli ha ricevuto il San Francisco Film Rainin Grant nel 2017.  Nel 2018, Cavalli ha vinto il Premio Solinas Experimenta.
Il suo lungometraggio d'esordio, Amanda, è stato presentato in anteprima alla 79ª edizione del Festival del cinema di Venezia e al Toronto International Film Festival. Il film ha avuto grande successo di critica ed è una delle poche opere prime italiane mai distribuite a livello internazionale.
Nella settimana di uscita nelle sale americane è stato New York Times Critics' Pick. Nello stesso anno è stato incluso nella top 15 dei migliori film del 2023 secondo il The Guardian.
Amanda ha ricevuto tre nomination ai David di Donatello per le categorie Miglior Debutto alla Regia, Miglior Attrice Protagonista e Miglior Attrice Non Protagonista. Il film è stato nominato a 2 Nastri d'Argento, nelle categorie Miglior Esordio alla Regia e Migliore Attrice Protagonista.
Cavalli è co-autrice della sceneggiatura del film Fremont insieme al regista e produttore iraniano Babak Jalali . Fremont è stato presentato in anteprima nel gennaio 2023 al Sundance Film Festival e al SXSW Film Festival. È stato selezionato al Karlovy Vary International Film Festival per la sua anteprima internazionale.
Come sceneggiatrice di Fremont, Cavalli è stata nominata per Best International Feature Film ai British Independent Film Awards nel 2024. Nello stesso anno ha vinto, per lo stesso film, il premio John Cassavetes agli Independent Spirit Awards.
Nel novembre 2022 è stato pubblicato da Fandango Libri il suo primo romanzo, Metropolitania.
Il suo secondo lungometraggio, Il rapimento di Arabella, è in concorso nella sezione Orizzonti della 82ª Mostra del cinema di Venezia.

## Filmografia
- Mi hanno sputato nel milk shake – miniserie TV (2020)
- Amanda (2022)
- Il rapimento di Arabella (2025)